# FIFA 22
FIFA 22 is een voetbalsimulatiespel uit de FIFA-computerspellenreeks. Het spel werd uitgebracht op 1 oktober 2021. Net als in FIFA 21 prijkt Kylian Mbappé ook weer op de cover van alle edities. Het spel is verschenen voor Microsoft Windows, Nintendo Switch, PlayStation 4, PlayStation 5, Xbox One en de Xbox Series.

## Kenmerken

### FIFA Ultimate Team

#### Preview packs
Nieuw in FIFA Ultimate Team zijn preview packs, dat wil zeggen dat voor dat je een pakket koopt je al weet wat er in zal zitten en je uiteindelijk zelf kiest het al dan wel of niet te kopen.

#### Icons
In deze editie zijn ook de ''icon'' kaarten weer aanwezig, dit zijn kaarten van ex-voetballers met een succesvolle carrière. Nieuwe icons dit jaar zijn Iker Casillas, Cafú, Robin van Persie en Wayne Rooney.

#### FUT Heroes
Een andere soort kaarten die ook nieuw zijn zijn de ''FUT Heroes''. Dit zijn kaarten zonder club maar wel met een specifieke competitie.

### Commentatoren
Nadat Youri Mulder en Evert ten Napel sinds FIFA 20 vervangen werden door Jeroen Grueter en Sierd de Vos, zijn laatstgenoemden ook in deze editie te horen.

### Stadionspeaker
Vanaf FIFA 22 is er een Nederlandse stadionspeaker toegevoegd. Dit is voice-over Daniël Smulders

### Licenties
In FIFA 22 zijn er meer dan  30 gelicentieerde competities, meer dan 700 clubs en meer dan 17 000 spelers.
Nieuwigheden van dit jaar zijn de UEFA Europa Conference League en de Indian Super League.
Ook zijn er dit jaar, net als vorig jaar enkele Italiaanse topclubs weggevallen. Juventus FC,Atalanta Bergamo,AS Roma en SS Lazio staan in deze game bekend als Piemonte Calcio, Bergamo Calcio, Roma FC en Latium. De spelers van deze clubs houden hun licentie maar alle kenmerken van de club zijn niet echt.
In deze editie is ook voor het eerst een amateurteam aanwezig. Wrexham AFC, een club uit de National League krijgt deze eer.